# Равков, Андрей Алексеевич
Андре́й Алексе́евич Равко́в (бел. Андрэй Аляксеевіч Раўкоў; род. 25 июня 1967, дер. Ревяки, Бешенковичский район, Витебская область, Белорусская ССР, СССР) — белорусский государственный деятель. Чрезвычайный и полномочный посол Республики Беларусь в Республике Азербайджан с 19 ноября 2020 по 14 января 2025 года.
Государственный секретарь Совета безопасности Республики Беларусь (2020). Министр обороны Республики Беларусь (2014—2020). Генерал-полковник (2015).

## Биография
Родился 25 июня 1967 года в деревне Ревяки Бешенковичского района Витебской области БССР.
В 1984 году окончил Минское суворовское военное училище. В 1988 году окончил с золотой медалью Московское высшее общевойсковое командное училище. Прошёл путь от командира взвода до командира батальона. В 1999 году окончил с золотой медалью командно-штабной факультет Военной академии Республики Беларусь. Проходил дальнейшую службу на должностях начальника штаба и начальника (командира) базы хранения вооружения и техники.
В 2005 году окончил с отличием Военную академию Генерального штаба Вооружённых сил Российской Федерации и был назначен командиром 103-й отдельной гвардейской мобильной бригады ВС Беларуси.
С 2006 по 2012 год занимал должности начальника оперативного отдела — заместителя начальника штаба Западного оперативного командования, а также начальника штаба — первого заместителя командующего войсками Северо-западного оперативного командования.
С 16 ноября 2012 года — командующий войсками Северо-западного оперативного командования.
В 2012 году был избран депутатом Минского областного совета депутатов от Борисова. Баллотировался по 26 Лядищанскому округу. По округу выборы были безальтернативными. В результате, по официальным данным, за него проголосовало 82 % принявших участие в голосовании избирателей.

### Министр обороны

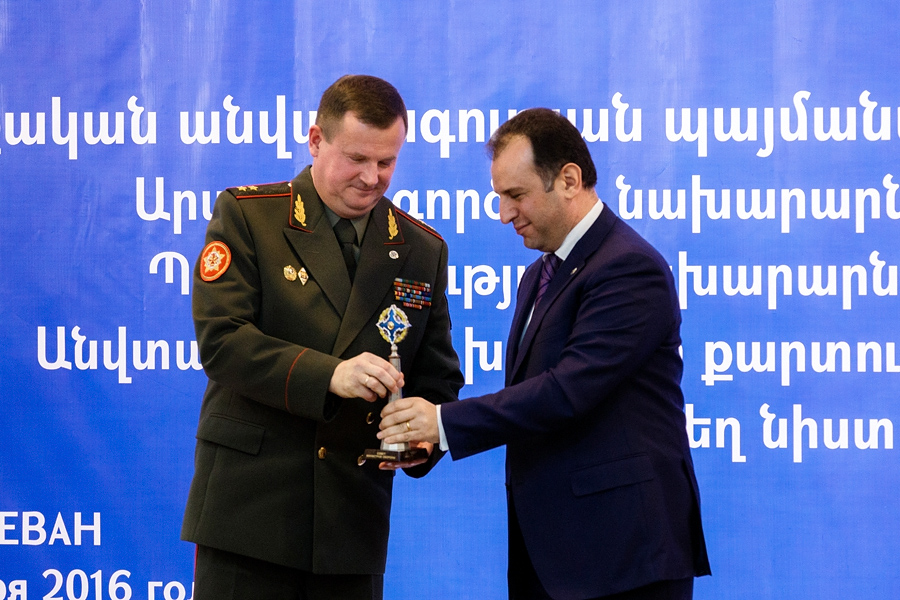
Андрeй Равкoв и Виген Саргсян, 2016 год

Указом Президента Республики Беларусь от 27 ноября 2014 года назначен Министром обороны Республики Беларусь.
В 2017 году, после получившей огласку гибели солдата срочной службы Александра Коржича, признал существование проблем с дедовщиной в некоторых частях.

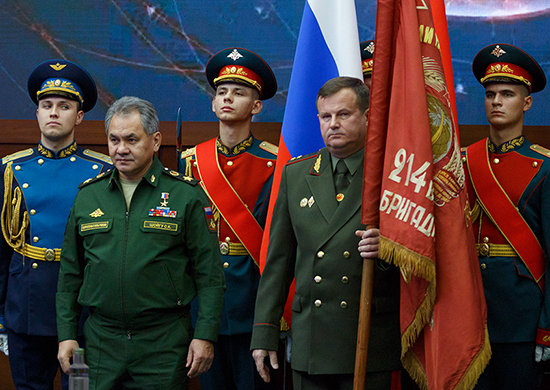
С министром обороны России
Сергеем Шойгу, 2015 год

Выступал в поддержку изменения системы призыва на срочную службу, мотивируя это нехваткой призывников. В июне 2019 года анонсированный им законопроект поступил в Палату представителей. В числе важнейших его положений были: ужесточение механизма предоставления отсрочек (законопроект предоставляет отсрочку один раз — то есть, между окончанием бакалавриата и поступлением в магистратуру предлагается обязать выпускников к прохождению срочной службы); сбор и обработка персональных данных граждан, состоящих на воинском учёте, без их согласия; ограничение права выезда из Республики Беларусь после получения повестки в военкомат; запрет на занятие должностей людьми, уклонявшимися от срочной службы, в органах государственного управления, в органы внутренних дел и чрезвычайных ситуаций. В обосновании законопроекта, подписанном Равковым, необходимость закрепления основных государственных должностей за служившими мужчинами, а не женщинами и не служившими мужчинами, обосновывается тем, что председатели местных исполнительных органов власти и их заместители в военное время возглавляют зоны территориальной обороны. 28 июня 2019 года Палата представителей приняла этот законопроект во втором чтении. После вступления закона в силу выпускники вузов, признанные годными к срочной службе, не смогут продолжить обучение в магистратуре и аспирантуре; выпускники колледжей должны будут отслужить перед поступлением в университет. Прохождение службы в резерве будет допускаться в исключительных случаях по ходатайству военкоматов.

### Секретарь Совета безопасности
20 января 2020 года назначен Государственным секретарём Совета безопасности Республики Беларусь.
3 сентября 2020 года освобождён от должности Государственного секретаря Совета безопасности Республики Беларусь в связи с переходом на другую работу. В президентском указе от 3 сентября № 328 в пункте 2 сказано: «Откомандировать генерал-лейтенанта Равкова Андрея Алексеевича из Государственного  секретариата Совета Безопасности Республики Беларусь в Министерство обороны Республики Беларусь».

### Дальнейшая карьера
19 ноября 2020 года назначен чрезвычайным и полномочным послом Республики Беларусь в Республике Азербайджан. 16 февраля 2021 года он вручил верительные грамоты Президенту Ильхаму Алиеву.

## Воинские звания
- Полковник (2004)[13]
- Генерал-лейтенант (7 мая 2015)
- Генерал-майор (22 февраля 2011)[14]
- Полковник (26 мая 2004)[15]

## Награды
- Орден «За службу Родине» III степени
- Медали Республики Беларусь
- Медали СССР

## Международные санкции
31 августа 2020 года Равков включён в список лиц, на которых наложен бессрочный запрет на въезд в Латвию, пятилетний запрет на въезд в Эстонию и запрет на въезд в Литву в связи с тем, что он «своими действиями он организовал и поддержал фальсификацию президентских выборов 9 августа и последующее насильственное подавление мирных протестов». 6 ноября Равкова включили в «Чёрный список ЕС». При обосновании введения санкций отмечалось, что он как Государственный секретарь Совета безопасности, который тесно связан с Александром Лукашенко, несёт ответственность за кампанию репрессий и запугивания государственного аппарата в результате президентских выборов, в частности, произвольные аресты и жестокое обращение, в том числе пытки, мирных демонстрантов, а также запугивание и насилие по отношению к журналистам.
24 ноября 2020 года к санкциям ЕС присоединились Албания, Исландия, Лихтенштейн, Норвегия, Северная Македония, Черногория, а 11 декабря — и Швейцария. Кроме того, 6 ноября Равков попал под санкции Великобритании и Канады.